# Athyrium palmense
Athyrium palmense là một loài thực vật có mạch trong họ Woodsiaceae. Loài này được (Christ) Lellinger miêu tả khoa học đầu tiên năm 1977.